# Bereichsleiter
De Bereichsleiter was een rang binnen de NSDAP, die tussen 1939 en 1945 bestond. De rang van Bereichsleiter was primair gecreëerd om de oudere rang van Kreisleiter te vervangen, maar werd in de hiërarchie van de NSDAP (regionaal en nationaal) als een senior stafchef gebruikt. 
De Bereichsleiter die als Kreisleiter ingezet waren, werden met een speciale armband aangeduid.
Bereichsleiters werden vaak militaire aanduidingen (titels) in reservelegers en andere NSDAP gelinieerde partijen gegeven. 

## Rangen
| Insigne   | Insigne      | NSDAP               | Wehrmacht equivalent | NL Landmacht equivalent |
| NAVO-rang | Kraagspiegel | NSDAP               | Wehrmacht equivalent | NL Landmacht equivalent |
| --------- | ------------ | ------------------- | -------------------- | ----------------------- |
| OF-3      |              | Bereichsleiter      | Major                | Majoor                  |
| OF-3      |              | Oberbereichsleiter  | Major                | Majoor                  |
| OF-4      |              | Hauptbereichsleiter | Oberstleutnant       | Luitenant-kolonel       |